# Delfines de La Paz
Los Delfines de La Paz es un equipo de béisbol que compite en la Liga Norte de México con sede en La Paz, Baja California Sur, México.

## Historia
El béisbol ha sido un deporte practicado en Baja California Sur desde hace más de 100 años y es por excelencia donde existe mucho arraigo y tradición en el estado, comparado con otras disciplinas.
Desde hace décadas, se había buscado por diferentes medios el ingreso de La Paz al circuito profesional en béisbol, ya que es una ciudad que cuenta con gran cantidad de aficionados a este deporte, como en toda la zona noroeste y noreste de México; una de esas opciones era ingresar a la Liga Mexicana del Pacífico entre 2013 y 2016, así como en el 2018 en Liga Mexicana de Béisbol por una posible compra de franquicia, en las que figuraban Saraperos de Saltillo y Algodoneros de Unión Laguna, que en ese entonces atravesaban por una seria crisis económica, esto sin mucho éxito.
Sin embargo, el 17 de enero de 2019, durante la junta de dueños de la Liga Norte de México, realizada en Tijuana, Baja California, se hace el anuncio oficial de que La Paz contaría con un equipo profesional dentro del circuito y que llevaría el nombre de Delfines, sustituyendo en la temporada 2019 a los Indios de Tecate, para luego convertirse en el 2020 en un equipo de expansión. Esta franquicia, propiedad del Lic. Alejandro Mendoza Almada, que desde su fundación en 2005, había participado en diferentes torneos de importancia a nivel municipal y estatal, consiguiendo varios títulos y ahora, hará su arribo al béisbol profesional.
El 21 de febrero de 2019, se realiza en La Paz la firma de convenio entre Delfines y dos de los equipos más importantes de la Liga Mexicana de Béisbol, Pericos de Puebla y Generales de Durango, por lo que este pasa a ser sucursal de ambas escuadras para esta temporada.

## Actualidad
Delfines en este 2019 hará su debut en el béisbol profesional, por lo que hace historia para Baja California Sur. El roster estará conformado con jugadores locales, jugadores agentes libres, extranjeros de distintas nacionalidades y sobre todo jóvenes prospectos que provienen de la Liga Mexicana de Béisbol, estos últimos provenientes de Pericos de Puebla y Generales de Durango, ya que el equipo de la "Marea Azul" es filial de ambas escuadras. 

## Estadio
Juega sus partidos como local en el Estadio Arturo C. Nahl, nombre dado en honor al dueño de la famosa tenería Suela Viosca, que funcionó en la ciudad desde inicios del siglo XX hasta los 50´s, pero que apasionado al béisbol, formó un equipo, conformado la mayoría por trabajadores de la tenería, que harían una época entre los años 30´s y 40´s, incluso alcanzando fama nacional. Fue inaugurado en 1967 por el presidente Gustavo Díaz Ordaz, presidente de México y Hugo Cervantes del Río, gobernador del entonces territorio. Ha pasado por distintas remodelaciones y la más reciente, se ampliò la capacidad para albergar 4100 personas cómodamente sentadas y se ha instalado un marcador electrónico así como una pantalla gigante con lo último en tecnología.

## Jugadores

### Roster actual
| Lanzadores: - -- Alejandro Rivera - -- Ángel Rigoberto Cabrera - -- Brandon Isaac Telechea - 9 Carlos Adrián Soto - 11 Luis Alejandro Villavicencio - _ Darío Rafael Álvarez - 48 Edwin Daniel Valle - 46 Iván José Hernández - 32 Jair Pérez - 26 Jesús Ricardo Verduzco - 30 Joel Sosa Arana - 50 Johan Alexis Moreno - -- José Guadalupe Haros - 36 Juan Gabriel Alvarado - 7 Juan Manuel Cosío - 46 Kyle Thomas Lazcano - 16 Marbin Eduardo Montijo - 37 Rafael José Cova - 12 Valentín Morales - 20 Vinnie Tarantola - 28 Xavier Alberto Terrazas Cuerpo Técnico: - 40 Leo Rodríguez (Mánager) - 38 Luis Fernando Vázquez - 43 Héctor Guízar - 35 Omar Espinoza - 55 José Ignacio Flores - 5 Francisco Javier Monroy - -- Carlos David Herrera (trainer) - -- Luis Ángel Luna |  | Receptores: - 52 Alfredo Meza - 29 Brandon Eduardo Alberto - 15 Óscar Soto Jugadores de Cuadro: - 21 Bruno Ruíz - 13 Francisco Michael Rodríguez - 24 Jaime Obed Santos - 14 Luis Alejandro Sobarzo - 18 Mario Vega - 10 Osmar de Jesús Villa - 25 Tomás Enrique Romero Jardineros: - 33 Alan Arnoldo Higuera - 27 Jorge Manuel Urrea - -- Julián Enrique Olmedo - 34 Maikel Serrano - 22 Tyler Marincov - -- Víctor Arnulfo Camacho |